# بيتر ناغي (رباع)
بيتر ناغي (بالمجرية: Nagy Péter)‏ هو رباع مجري، ولد في 16 يناير 1986 في Komárom ‏ في المجر.

## وصلات خارجية
- نفذ ناجي على موقع الاتحاد الدولي (الإنجليزية)
- نفذ ناجي على موقع مشروع نتائج رفع الأثقال الدولية (الإنجليزية)
- نفذ ناجي على موقع IAT Database Weightlifting (الألمانية)
- نفذ ناجي على موقع اللجنة الأولمبية الدولية (الإنجليزية)
- نفذ ناجي على موقع أوليمبيديا (الإنجليزية)
- نفذ ناجي على موقع اللجنة الأولمبية المجرية (الهنغارية)